# Язівське родовище сірки
Я́зівське родо́вище сі́рки — родовище сірчаних руд у Львівській області України, площею 20 км². Відкрите 1956 року.
Сірчані руди (5-40 % сірки) залягають у міоценових вапняках на глибині 40-480 м. Поклад пластовий, потужність до 25 м. Пов'язане з південно-західною околицею Східноєвропейської платформи. З рудами пов'язаний горизонт напірних сірководневих вод. Експлуатація, залежно від глибини залягання, підземною виплавкою або ж, на невеликих глибинах, відкритим способом. На основі Язівського родовища сірки створено Яворівський гірничо-хімічний комбінат.